# Robin Hood: The Legend of Sherwood
Robin Hood: The Legend of Sherwood is een real-time tactics computerspel ontwikkeld door Spellbound Entertainment en uitgegeven op 15 november 2002 voor OS X, Microsoft Windows, Linux en MorphOS.

## Verhaal
Het spel start met Robin Hood die aankomt in Lincoln na de kruistochten en erachter komt dat zijn erfgoed is gestolen door de sheriff van Nottingham. Na een aantal missies, waarin onder andere Lady Marian wordt ontmoet en gepoogd wordt om de prins te ontmoeten, komt de speler erachter dat Koning Richard is ontvoerd door Leopold V van Oostenrijk, waardoor de regent Prins John ongerechtigd de koning vervangt. De speler moet £100.000 zien te verkrijgen om de koning te redden.

## Gameplay
De Vrolijke Volgelingen helpen af en toe met het doden van vijanden. Belangrijke personages hebben hiervoor meer spullen beschikbaar dan de minder belangrijke personages. In alle steden kunnen bedelaars (en in mindere mate burgers) met geld betaald worden voor hints en tips.
Er zijn twee type mensen in het spel. Wanneer ze een Vrolijke Volgeling zien, rent de ene persoon gewoon weg, terwijl de andere de vijandelijke soldaten waarschuwt. Sommige soldaten kunnen echter omgekocht worden. Een sergeanten kan ondanks het feit dat hij niet omgekocht kan worden wel dronken worden gevoerd met ale. Het geld om soldaten om te kopen kan gevonden worden op dode ridders, cavalerie, sergeanten en soms op gewone soldaten.

## Ontvangst
| Beoordeeld door       | Jaar | Platform  | Score |
| --------------------- | ---- | --------- | ----- |
| GameSpy               | 2003 | Windows   | 87%   |
| Worth Playing         | 2002 | Windows   | 86%   |
| Obligement            | 2006 | Amiga     | 85%   |
| 4Players.de           | 2002 | Windows   | 85%   |
| Games4Mac             | 2005 | Macintosh | 84%   |
| IGN                   | 2002 | Windows   | 82%   |
| CanadianGamer         | 2003 | Windows   | 80%   |
| PC Gameplay (Benelux) | 2002 | Windows   | 78%   |
| Clubic                | 2002 | Windows   | 70%   |
| Jeuxvideo.com         | 2002 | Windows   | 60%   |